# Terragenome

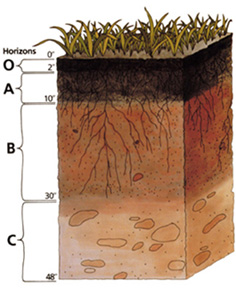
Perfil d'un sòl.

Terragenome és un projecte internacional, de 23 països, per seqüenciar el genoma de tots els microorganismes procariotes del sòl, el medi ambient del qual representa la més gran complexitat entre tots els medis ambients de la Terra.
Aquest objectiu és possible gràcies a la millora en els mètodes de seqüenciació del genoma (seqüenciació massiva de l'ADN) que actualment es pot fer en sèrie i en poques hores de feina obtenir la informació de quatre-cents milions de nucleòtids (unitats bàsiques de l'ADN). Amb aquestes tècniques, per exemple, és possible obtenir un genoma humà complet en un sol dia.
S'estima que la informació genètica microbiana present en el sòl és d'u miló de milions de nucleòtids, més de tres-centes vegades superior a la d'un ésser humà. Necessita un equip internacional d'especialistes en microbiologia, genètica, bioinformàtica, etc. El sòl patró escollit, amb el qual es compararà la resta de sòls, és el de l'Estació Experimental de Rothamsted en la qual els seus sòls s'han estudiat i controlat des de fa 150 anys.
La seqüenciació del metagenoma del sòl representarà el tercer major esforç en seqüenciació microbiana després del fet amb el microbioma humà i el metagenoma marí.

## Utilitat
Amb la informació que s'obtingui es facilitarà resoldre problemes de tipus agrícola (fertilització de sòls, plagues de plantes, etc.) o de tipus mediambiental ajudant a dipositar el CO2 com a matèria orgànica i a mitigar el canvi climàtic. També s'espera que sigui una font de nous compostos i proteïnes que ajudin a eliminar contaminants o guarir malalties gràcies a la detecció de rutes de síntesi de nous medicaments o la producció de nous antibiòtics.